# Pirâmide de Tirana

Pirâmide de Tirana

A Pirâmide de Tirana ou simplesmente A Pirâmide (em albanês:  Piramida) é um edifício de forma piramidal localizado em Tirana, Albânia, inaugurado em 14 de outubro de 1988. Já foi um museu, denominado "Museu Enver Hoxha", dedicado à memória do falecido líder comunista Enver Hoxha. Foi desenhado pelos seus filhos. Em 1991 converteu-se em centro de conferências e em lugar de celebrações. Várias fontes se lhe referem como o "mausoléu de Enver Hoxha", embora nunca tenha tido esta função oficial.
Em 1999, durante a guerra do Kosovo, o museu foi usado como base pela NATO e por organizações humanitárias.